# Fingerspiel
Ein Fingerspiel oder Fingertheater ist ein Spiel mit Kindern oder für Kinder, bei dem eine kleine Handlung in der Weise vorgeführt wird, dass die Finger der Hand ähnlich Puppen in einem Puppentheater die Rolle von Personen, Tieren oder Dingen übernehmen. Sie wird vom Vorführenden zugleich sprachlich erzählend, beschreibend oder durch Vorführen der Dialoge, verdeutlicht, oft in Form eines Kinderreims oder gesungenen Kinderliedes. Das Spiel kann andere Körperteile, auch die der zuschauenden Kinder, einbeziehen oder überhaupt nur unter Abgreifen der Finger des Kindes durchgeführt werden.

## Einfache Formen

### Handspiele
Eine einfache Form des Fingerspiels, noch ohne Rollenzuweisung an einzelne Finger, vollzieht sich durch Gebärden mit der Hand. Im deutschen Sprachraum verbreitet ist das Lied Wie das Fähnlein auf dem Turme, bei dem durch Drehen der erhobenen Hand oder Hände das Drehen der Wetterfahne vergegenwärtigt, aber auch in Verbindung mit der Textvariante „soll sich mein Schätzchen drehn“ das Kind selbst im Tanz gedreht werden kann:
Wie das Fähnlein auf dem Turme
sich kann drehn bei Wind und Sturme,
so soll sich mein Händchen drehn,
dass es eine Lust ist anzusehn.
Den Übergang zum Fingertheater deutet ein französisches Lied dieser Art aus der Franche-Comté durch Vergleich der Finger mit Marionetten an, wobei marionnette im Französischen zugleich die Bedeutung „kleines Mädchen, kleine Marion“ hat:
Ainsi font, font [So machen, machen]
les petites marionnettes, [die kleinen Marionetten,]
ainsi font, font [so machen, machen sie]
trois petits tours, [drei kleine (Tanz-)Runden,]
et puis s'en vont. [und dann verschwinden sie.]

### Das ist der Daumen
Eine einfache, in vielen Ländern verbreitete Form des Fingerspiels mit Rollenzuweisung lässt die Finger der Reihe nach einen Teil einer erzählten Handlung ausführen, die inhaltlich oft auf das Thema Essen fokussiert ist. Das im deutschen Sprachraum bekannteste Fingerlied dieser Art ist Das ist der Daumen:
[Daumen] Das ist der Daumen,
[Zeigefinger] der schüttelt die Pflaumen,
[Mittelfinger] der hebt sie auf,
[Ringfinger] der trägt sie nach Haus,
[Kleiner Finger] und der Kleinste, der isst sie alle auf!
In Frankreich gehen die Finger dagegen auf die Jagd, so in einer Variante aus der Franche-Comté auf die Hasenjagd:
[Daumen] C'est lui qui va à la chasse, [Das ist der, der auf die Jagd geht,]
[Zeigefinger] c'est lui qui à tué le lièvre, [das ist der, der den Hasen getötet hat,]
[Mittelfinger] c'est lui qui l'a fait cuire, [das ist der, der ihn kochen lassen hat,]
[Ringfinger] c'est lui qui l'a mangé, [das ist der, der ihn aufgegessen hat,]
[Kleiner Finger] et le petit glin glin [und der Klitzeklitze-Kleine]
disait: Moi j'en veux, j'en veux, [sagte: Ich will etwas davon, ich will davon,]
j'en veux, j'en veux, j'en veux! [ich will davon, ich will davon, ich will davon!]
In einer venezianischen Variante wird dagegen ein Ei zubereitet:
[Daumen] Questo gà fato'l vovo, [Der hat das Ei gelegt,]
[Zeigefinger] questo l'à messo in fogo, [der hat es ins Feuer gesetzt,]
[Mittelfinger] questo l'à cusinà, [der hat es gekocht,]
[Ringfinger] questo lo ga magnà, [der hat es gegessen,]
[Kleiner Finger] e sto povareto no ghe n'à gnanca tocà! [und dieser arme Kleine hat es nicht mal angerührt!]
Und in einem sardischen Fingerreim geht es um ein Schwein, dessen Rolle dem traditionell als unzüchtig oder unrein betrachteten Mittelfinger zufällt:
[Daumen] Cust' e' su babbu, [Das ist der Vater,]
[Zeigefinger] cust' e' su fizzu, [das ist der Sohn,]
[Mittelfinger] cust' e' su porcu, [das ist das Schwein,]
[Ringfinger] cust' e' su chi d'a mortu, [das ist der, der es geschlachtet hat,]
[alle vier] impari si danti pappau, [zusammen haben sie es aufgegessen,]
[Kleiner Finger] e a su pietiededdu non di d'anti donau! [und dem Kleinen haben sie nichts abgegeben!]
Um den Einbruch in eine Scheune geht es in dem englischen Fingerlied This broke the barn, in dem üblicherweise Korn und in einer schottischen Variante stattdessen eine Kuh gestohlen wird:
[Daumen] This is the man who broke the barn, [Das ist der Mann, der die Scheune aufgebrochen hat,]
[Zeigefinger] this is the man who stole the cow, [das ist der Mann, der die Kuh gestohlen hat,]
[Mittelfinger] this is the man who stood and saw, [das ist der Mann, der dabeistand und zusah (aufpasste),]
[Ringfinger] this is the man who ran awa', [das ist der Mann der weglief,]
[Kleiner Finger] And wee peeriwinkie paid for a'! [und der arme Peeriwinkie musste für alle(s) bezahlen!]
Soweit Diebstahl, im Deutschen wegen des initialen Reimes Daumen / Pflaumen speziell Obstdiebstahl, oder verbotenes Naschen das Thema ist, wird die Handlung in ausführlicheren Varianten manchmal so weitergeführt, dass der „Kleinste“, der nichts abbekommt, die anderen verrät und diese dann ihre Strafe erhalten.

## Himpelchen und Pimpelchen
Ein in Deutschland bekanntes Fingerspiel ist Himpelchen und Pimpelchen, bei dem mit den Daumen oder den Zeigefingern zwei Männchen dargestellt werden. Die Finger werden dabei bewegt. Dieses Fingerspiel wurde von Marie Engelmann-Herz verfasst.

## Zwei Mädchen wollten Wasser holen
Zwei Mädchen wollten Wasser holen ist ein weniger bekanntes Fingerspiel zu einem deutschen Kinderreim.